# Schivereckia podolica
Schivereckia podolica är en korsblommig växtart som först beskrevs av Wilibald Swibert Joseph Gottlieb von Besser, och fick sitt nu gällande namn av Antoni Lukianovich Andrzejowski. Schivereckia podolica ingår i släktet Schivereckia och familjen korsblommiga växter. IUCN kategoriserar arten globalt som livskraftig. Inga underarter finns listade i Catalogue of Life.

## Bildgalleri

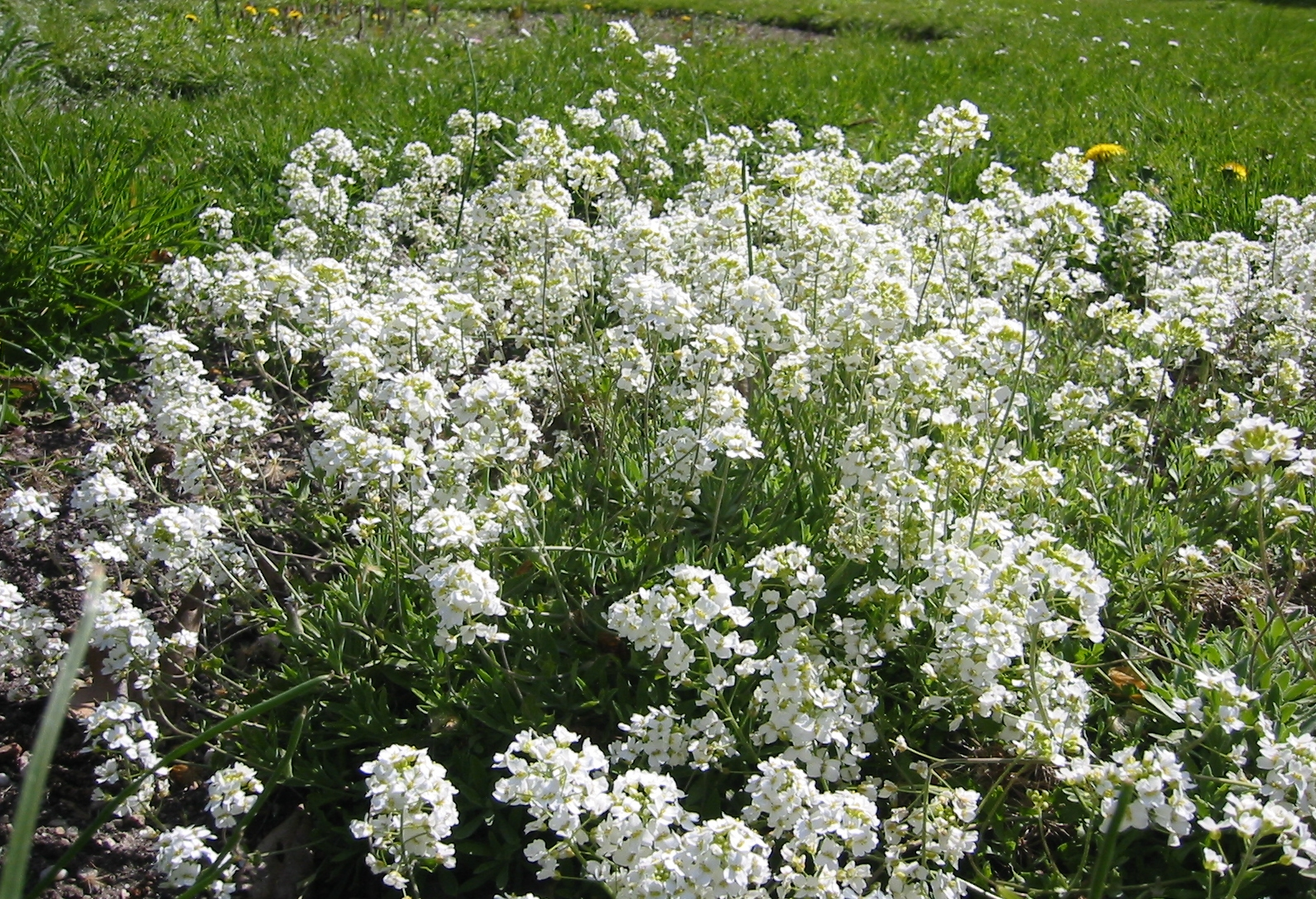
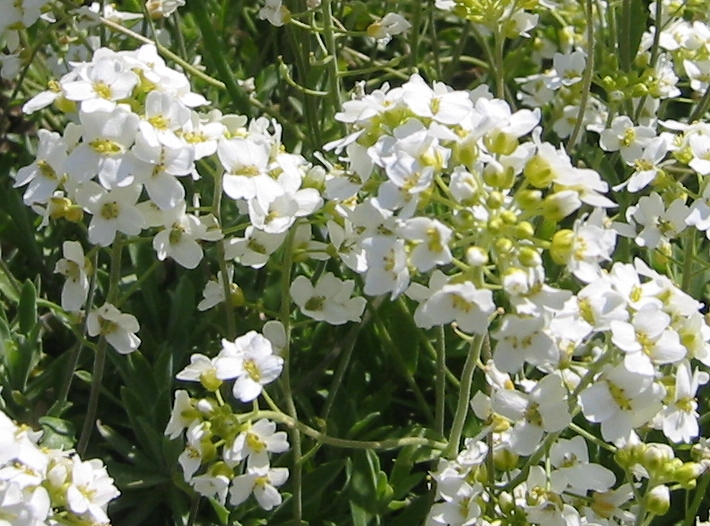